# 7399 Somme
7399 Somme è un asteroide della fascia principale. Scoperto nel 1987, presenta un'orbita caratterizzata da un semiasse maggiore pari a 2,2799844 UA e da un'eccentricità di 0,1976160, inclinata di 3,86416° rispetto all'eclittica.